# Vanadate

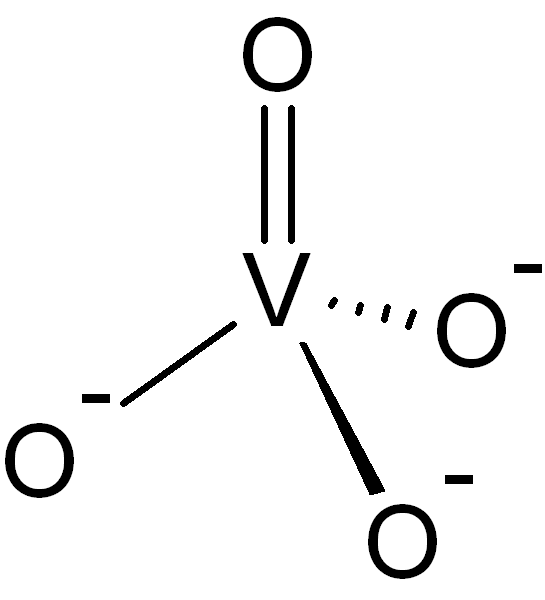
Ion orthovanadate

En chimie, un vanadate est un composé comportant l'oxoanion du vanadium en général à son degré d'oxydation le plus élevé, +5. Le plus simple élément de cette famille est l'ion tétraédrique vanadate ou orthovanadate, l'anion VO43−, présent par exemple dans l'orthovanadate de sodium Na3VO4. 
Par convention, cet ion est représenté avec une seule double liaison alors qu'en réalité, par des phénomènes de mésomérie, celle-ci est délocalisée sur l'ensemble de la molécule, ce qui donne un tétraèdre régulier, avec quatre atomes d'oxygène équivalents. 
De plus, il existe toute une série d'ions polyoxovanadates qui comprennent des ions discrets et des ions polymériques "infinis". Il existe également des vanadates, tels que le vanadate de rhodium, RhVO4, qui ont une structure rutile statistique où les ions Rh(3+) et V(5+) occupent aléatoirement les positions Ti(4+) du réseau rutile, qui ne contiennent pas de réseau de cations et de contre-anions vanadates et qui sont des oxydes mixtes.
Dans la nomenclature des composés inorganiques, lorsque le terme vanadate compose une partie du nom, il indique que le composé contient un anion avec un atome de vanadium en position centrale, par exemple l'hexafluorovanadate d'ammonium est le nom courant du composé [NH4]3[VF6], dont le nom IUPAC est l'hexafluoridovanadate(III) de vanadium.